# Francisco Peres Gaya
Francisco Perès Gaya fou un compositor espanyol de principis del segle xix. Per les lletres dels vuit villancets que pel Nadal del 1816 s'imprimiren (Madrid, 1816), segons era llavors costum, se sap que en aquell any Perès era mestre de capella de la catedral d'Àvila. Les seves obres assoliren èxit, i es conserven a Àvila, i al convent de la Encarnación de Madrid.